# Рака (приток Кулы)
Рака (Рака-Вож) — река в России, протекает по Республике Коми. Устье реки находится в 45 км по левому берегу реки Кула. Длина реки составляет 10 км.

## Данные водного реестра
По данным государственного водного реестра России относится к Двинско-Печорскому бассейновому округу, водохозяйственный участок реки — Мезень от истока до водомерного поста у деревни Малонисогорская. Речной бассейн реки — Мезень.
Код объекта в государственном водном реестре — 03030000112103000047580.